# Corné du Plessis
Corné du Plessis (20 marzo 1978) è un velocista sudafricano.
È stato campione mondiale della staffetta 4×100 metri a Edmonton 2001.

## Palmarès
| Anno | Manifestazione      | Sede        | Evento      | Risultato  | Prestazione | Note             |
| ---- | ------------------- | ----------- | ----------- | ---------- | ----------- | ---------------- |
| 2001 | Mondiali            | Edmonton    | 200 m piani | Batteria   | 20"92       |                  |
| 2001 | Mondiali            | Edmonton    | 4×100 m     | Oro        | 38"47       | Record nazionale |
| 2001 | Universiadi         | Pechino     | 100 m piani | Semifinale | 10"39       |                  |
| 2001 | Universiadi         | Pechino     | 200 m piani | Bronzo     | 20"58       |                  |
| 2008 | Campionati africani | Addis Abeba | 200 m piani | Semifinale | 21"48       |                  |
| 2008 | Campionati africani | Addis Abeba | 4×100 m     | Oro        | 38"75       |                  |